# Dentinho
Dentinho, właśc. Bruno Ferreira Bonfim (ur. 19 stycznia 1989 w São Paulo) – brazylijski piłkarz, grający na pozycji napastnika w brazylijskim klubie Ceará SC.

## Kariera piłkarska

### Kariera klubowa
Wychowanek klubu Corinthians Paulista, w barwach którego w 2009 rozpoczął karierę piłkarską. 20 maja 2011 podpisał 5-letni kontrakt z ukraińskim Szachtarem Donieck. 24 stycznia 2013 roku został wypożyczony do Beşiktaş JK.

### Kariera reprezentacyjna
W 2009 występował w reprezentacji Brazylii U-20.

## Sukcesy i odznaczenia

### Sukcesy klubowe
- mistrz Campeonato Brasileiro Série B: 2008
- mistrz Campeonato Paulista: 2009
- zdobywca Copa do Brasil: 2009
- mistrz Ukrainy: 2012
- zdobywca Pucharu Ukrainy: 2012
- zdobywca Superpucharu Ukrainy: 2012

### Sukcesy reprezentacyjne
- mistrz Sudamericano Sub-20: 2009